# Colônia da Coroa de Malta
```
   |-
       | 
Erro:
:  
valor não especificado para "
continente
"
```

A Colônia da Coroa da Ilha de Malta e suas Dependências (comumente conhecida como Colônia da Coroa de Malta ou simplesmente Malta) foi a colônia britânica nas ilhas maltesas, hoje a moderna República de Malta. Foi estabelecido quando o Protetorado de Malta foi transformado em uma Colônia da Coroa Britânica em 1813, e isso foi confirmado pelo Tratado de Paris em 1814.

## Estabelecimento e primeiros anos (1813-1824)

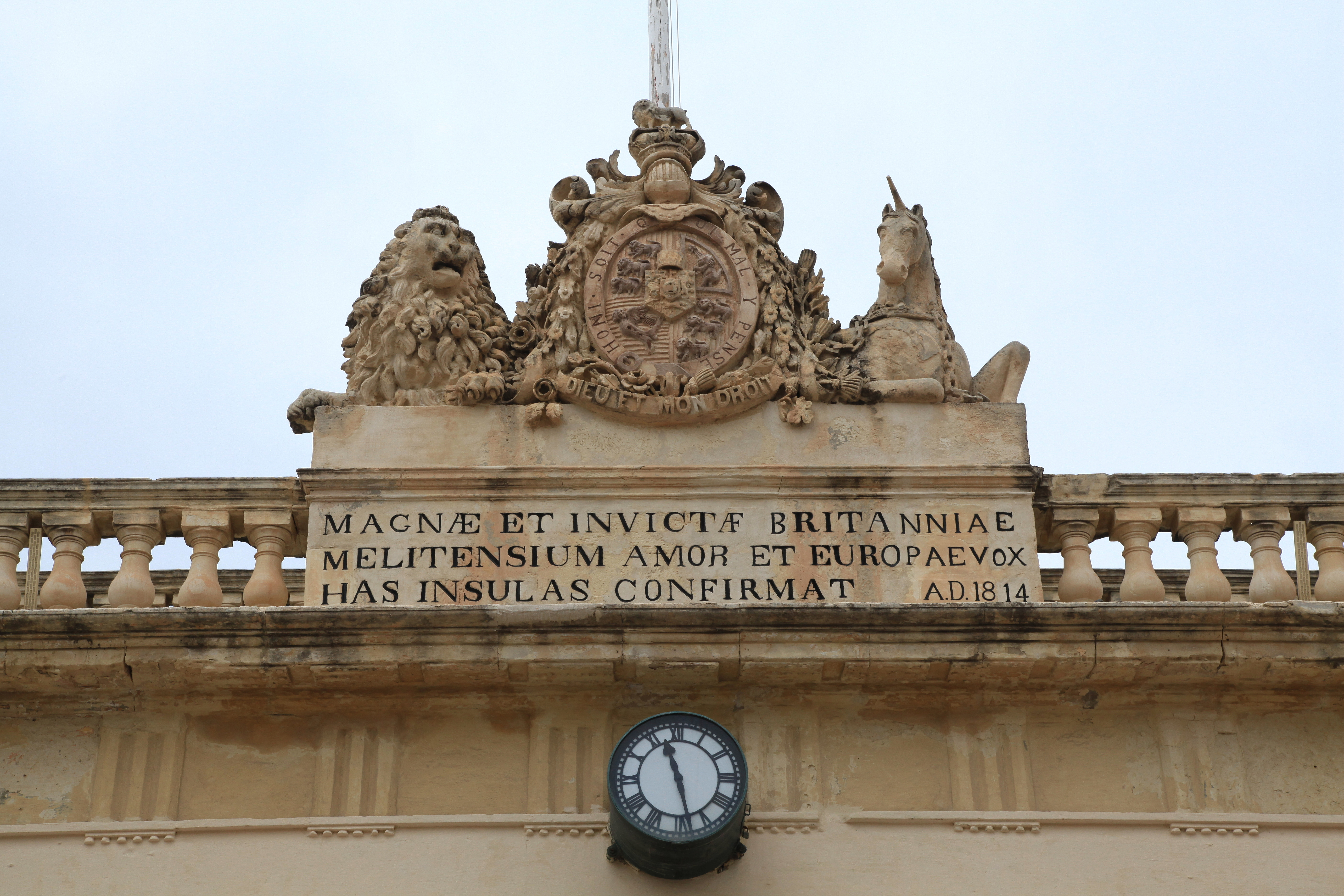
O brasão de armas britânico no prédio da Guarda Principal em Valletta. O prédio agora abriga o Gabinete do Procurador-Geral.

De 1530 a 1798, Malta foi governada pela Ordem de São João. A Ordem foi extinta durante a Guerra da Segunda Coalizão e Malta foi ocupada por Napoleão. Os malteses se rebelaram após alguns meses de domínio francês e pediram ajuda à Grã-Bretanha. Eventualmente, os franceses capitularam em 1800 e Malta tornou-se voluntariamente um protetorado britânico. A Grã-Bretanha deveria então evacuar a ilha de acordo com os termos do Tratado de Amiens de 1802, mas não cumpriu essa obrigação - um dos vários casos mútuos de não adesão ao tratado, que acabou levando ao seu colapso e à retomada do guerra entre a Grã-Bretanha e a França um ano depois.
Malta tornou-se uma colônia da Coroa em 23 de julho de 1813, quando Sir Thomas Maitland foi nomeado governador de Malta. Naquele ano, Malta recebeu a Constituição de Bathurst. O status de Malta como uma colônia da Coroa foi confirmado pelo Tratado de Paris de 1814, que foi reafirmado pelo Congresso de Viena de 1815.
A peste estourou em Malta em março de 1813, quando um navio mercante britânico infectado com a doença chegou de Alexandria. A doença começou a se espalhar especialmente em Valletta e na área de Grand Harbour e, quando o governador Maitland chegou, medidas de quarentena mais rígidas foram aplicadas. A praga se espalhou para Gozo em janeiro de 1814, mas as ilhas estavam livres da doença em março daquele ano. No geral, 4.486 pessoas foram mortas, o que representou 4% da população total.
Após a erradicação da peste, Maitland fez várias reformas. Ele era autocrático, pois se recusou a formar um conselho consultivo composto por representantes malteses, e por isso era informalmente conhecido como "Rei Tom". Ele formou a Força Policial de Malta em 1814, enquanto a Università local de língua italiana foi dissolvida em 1819. Várias reformas foram realizadas na tributação e nos tribunais também. Maitland permaneceu governador até sua morte em 17 de janeiro de 1824.

## século XIX e início do século XX (1824-1914)

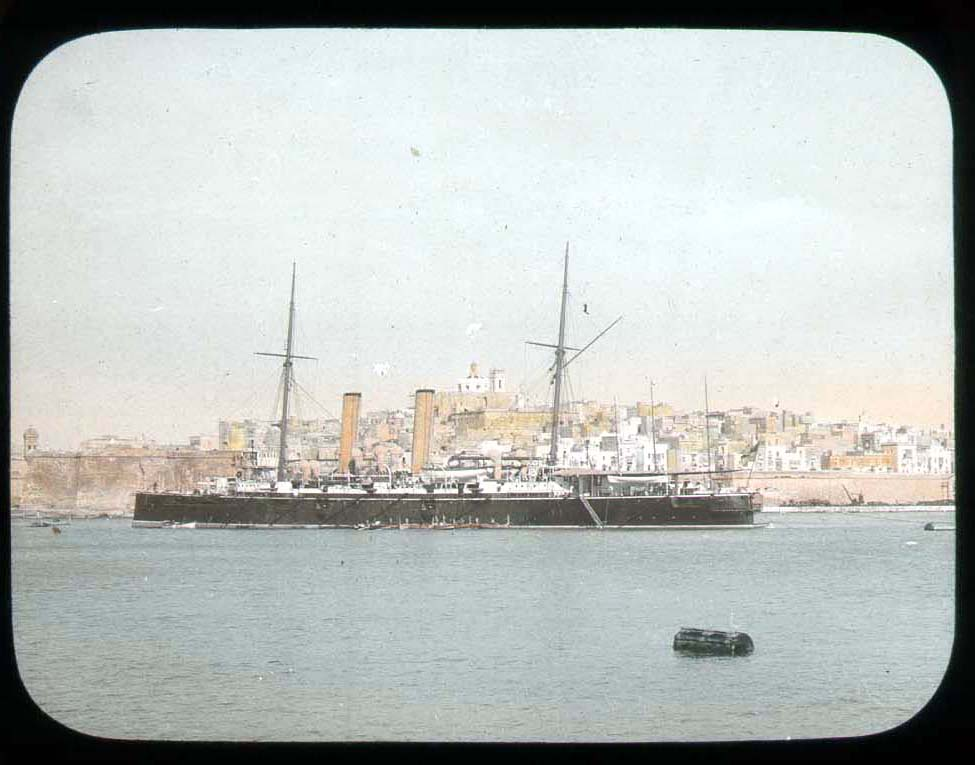
Navio de guerra britânico no Grand Harbour em 1896

Em 1825, o escudo maltês e as outras moedas em circulação na época foram oficialmente substituídos pela libra esterlina, com a moeda de menor valor sendo uma moeda de um terço de farthing cunhada em intervalos irregulares, a última emissão desse tipo ocorrendo em 1913, mantendo vivo a tradição do "grano" maltês, igual a um doze avos de centavo. Apesar disso, scudi e outras moedas estrangeiras continuaram a circular em quantidades limitadas, e os últimos scudi foram retirados mais de 60 anos depois, em outubro e novembro de 1886.
Durante a Guerra da Independência Grega, Malta tornou-se uma base importante para as forças navais britânicas, francesas e russas, especialmente após a Batalha de Navarino de 1827. A economia local melhorou e houve um boom nos negócios, mas logo após o fim da guerra em 1832 houve um declínio econômico.
O ano de 1828 viu a revogação do direito de santuário, seguindo a proclamação da Igreja-Estado do Vaticano. Três anos depois, a Sé de Malta tornou-se independente da Sé de Palermo. Em 1839, a censura à imprensa foi abolida e começou a construção da pró-catedral anglicana de São Paulo.
Após os motins do Carnaval de 1846, em 1849 foi criado um Conselho de Governo com membros eleitos sob o domínio britânico. Em 1870, foi realizado um referendo sobre os eclesiásticos que serviam no Conselho de Governo e, em 1881, foi criado um Conselho Executivo sob o domínio britânico; em 1887, o Conselho de Governo foi encarregado de "controle duplo" sob o domínio britânico. Em 1878, uma Comissão Real (a Comissão Rowsell-Julyan-Keenan) recomendou em seu relatório a anglicização dos sistemas educacional e judicial. Uma reação veio em 1903, com o retorno à forma de Conselho de Governo de 1849 sob o domínio britânico.
Apesar disso, o governo local foi recusado aos malteses até 1921, e os habitantes locais às vezes sofriam de pobreza considerável. Isso se devia ao fato de a ilha ser superpovoada e em grande parte dependente dos gastos militares britânicos, que variavam de acordo com as demandas da guerra. Ao longo do século XIX, a administração britânica instituiu várias reformas constitucionais liberais que foram geralmente resistidas pela Igreja e pela elite maltesa que preferiu agarrar-se aos seus privilégios feudais. Organizações políticas, como o Partido Nacionalista, foram criadas para proteger a língua italiana em Malta.

O último quartel do século é marcado por progressos técnicos e financeiros de acordo com a Belle Epoque: os anos seguintes marcam a fundação do Banco Anglo-Egípcio (1882) e o início da exploração do Caminho-de-Ferro de Malta (1883); os primeiros selos postais definitivos foram emitidos em 1885, e em 1904 o serviço de bonde começou. Em 1886, o cirurgião major David Bruce descobriu o micróbio causador da febre de Malta e, em 1905 , Themistocles Zammit descobriu as fontes da febre. Finalmente, em 1912, Dun Karm Psaila escreveu seu primeiro poema em maltês.

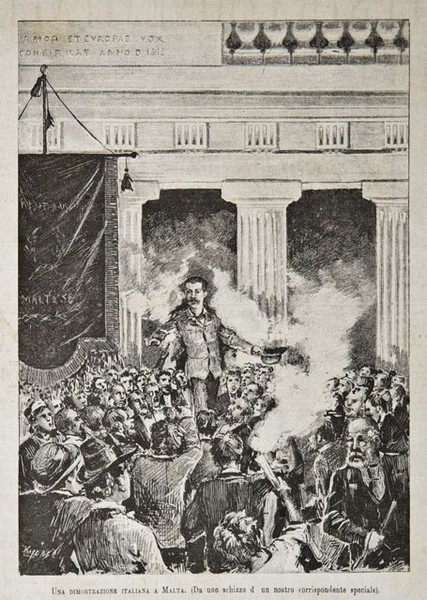
Uma manifestação pró-italiana em frente à Guarda Principal, 1883
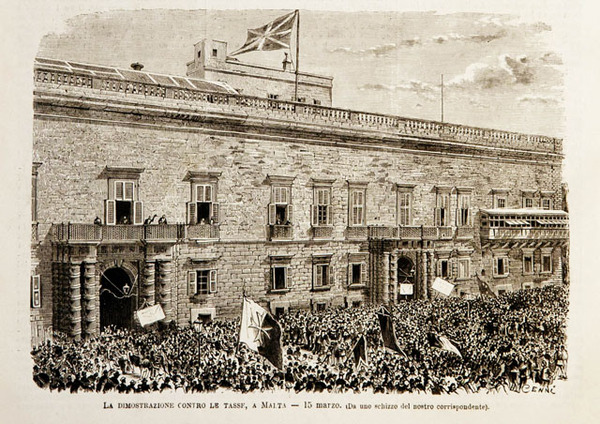
Protestos contra o imposto sobre o pão, década de 1880
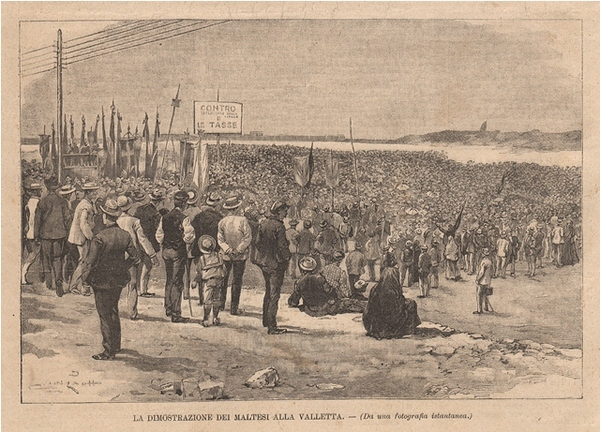
Manifestações anti-fiscais na década de 1880

## Primeira Guerra Mundial e o período entre guerras (1914-1940)
Durante a Primeira Guerra Mundial, Malta ficou conhecida como a Enfermeira do Mediterrâneo devido ao número de soldados feridos que chegaram a ser tratados.
Em 1919, os motins de Sette Giugno pelo preço excessivo do pão levaram a uma maior autonomia dos moradores durante a década de 1920. Depois que Filippo Sciberras convocou uma Assembleia Nacional, em 1921 o governo autônomo foi concedido sob o domínio britânico. Malta obteve um parlamento bicameral com um Senado (mais tarde abolido em 1949) e uma Assembleia Legislativa eleita. Joseph Howard foi nomeado primeiro-ministro. Em 1923, o Innu Malti foi tocado pela primeira vez em público e, no mesmo ano, Francesco Buhagiar tornou-se primeiro-ministro, seguido em 1924 por Sir Ugo Pasquale Mifsud e em 1927 por Sir Gerald Strickland.
A década de 1930 viu um período de instabilidade nas relações entre a elite política maltesa, a igreja maltesa e os governantes britânicos; a Constituição de 1921 foi suspensa duas vezes. Primeiro em 1930-1932, após um confronto entre o Partido Constitucional governante e a Igreja e a subsequente imposição de pecado mortal aos eleitores do partido e seus aliados, tornando impossível uma eleição livre e justa. Mais uma vez, em 1933, a Constituição foi retirada por votação do orçamento do governo para o ensino do italiano nas escolas primárias. Malta, assim, voltou ao status de Colônia da Coroa que detinha em 1813.
Antes da chegada dos britânicos, a língua oficial por centenas de anos, e uma das elites educadas, era o italiano, mas isso foi rebaixado pelo aumento do uso do inglês. Em 1934, o inglês e o maltês foram declarados os únicos idiomas oficiais. Naquele ano, apenas cerca de 15% da população falava italiano fluentemente. Isso significava que, dos 58.000 homens qualificados por idade para serem jurados, apenas 767 poderiam se qualificar por idioma, já que até então apenas o italiano havia sido usado nos tribunais.
Em 1936, a Constituição foi revisada para fornecer a nomeação de membros para o Conselho Executivo sob o domínio britânico e, em 1939, para fornecer novamente um Conselho de Governo eleito sob o domínio britânico.

## Segunda Guerra Mundial e consequências (1940-1947)

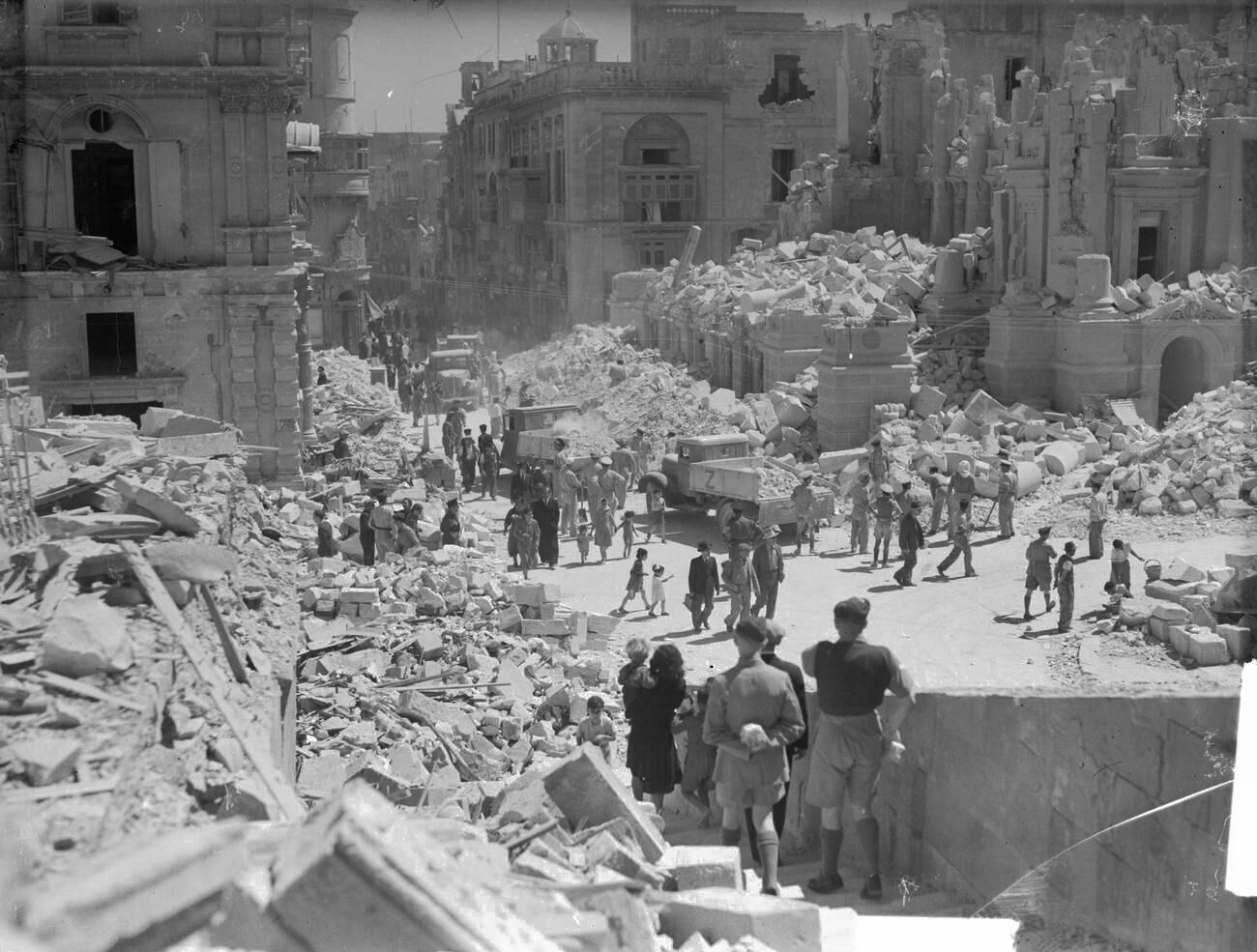
Pessoal de serviço e civis limpam os escombros na fortemente bombardeada Strada Reale em Valletta em 1º de maio de 1942

Antes da Segunda Guerra Mundial, Valletta era o local do quartel-general da Frota do Mediterrâneo da Marinha Real. No entanto, apesar das objeções de Winston Churchill, o comando foi transferido para Alexandria, Egito, em abril de 1937, temendo que fosse muito suscetível a ataques aéreos da Europa.  Na época da declaração de guerra italiana (10 de junho de 1940), Malta tinha uma guarnição de menos de quatro mil soldados e cerca de cinco semanas de suprimentos de alimentos para uma população de cerca de trezentos mil. Além disso, as defesas aéreas de Malta consistiam em cerca de quarenta e dois canhões antiaéreos (trinta e quatro "pesados" e oito "leves") e quatro Gloster Gladiators, para os quais três pilotos estavam disponíveis.
Sendo uma colônia britânica, situada perto da Sicília e das rotas marítimas do Eixo, Malta foi bombardeada pelas forças aéreas italianas e alemãs. Malta foi usada pelos britânicos para lançar ataques à marinha italiana e tinha uma base submarina. Também foi usado como posto de escuta, lendo mensagens de rádio alemãs, incluindo tráfego Enigma.
Os primeiros ataques aéreos contra Malta ocorreram em 11 de junho de 1940; houve seis ataques naquele dia. Os biplanos da ilha não conseguiram se defender devido ao aeródromo de Luqa estar inacabado; no entanto, o campo de aviação estava pronto para o sétimo ataque. Inicialmente, os italianos voariam a cerca de 5.500m, então eles caíram para três mil metros (para melhorar a precisão de suas bombas). O major Paine afirmou: "[Depois que eles caíram], pegamos um ou dois a cada dois dias, então eles começaram a chegar a [seis mil metros]. Seu bombardeio nunca foi muito preciso. À medida que voavam mais alto, tornava-se bastante indiscriminado." Mabel Strickland afirmaria: "Os italianos decidiram que não gostavam [dos gladiadores e dos canhões AA], então lançaram suas bombas a vinte milhas de Malta e voltaram."
No final de agosto, os Gladiators foram reforçados por doze Hawker Hurricanes que chegaram via HMS Argus. Durante os primeiros cinco meses de combate, as aeronaves da ilha destruíram ou danificaram cerca de trinta e sete aeronaves italianas. O piloto de caça italiano Francisco Cavalera observou: "Malta foi realmente um grande problema para nós - muito bem defendido."
Em Malta, 330 pessoas foram mortas e 297 ficaram gravemente feridas desde o início da guerra até dezembro de 1941. Em janeiro de 1941, o alemão X. Fliegerkorps chegou à Sicília quando o Afrika Korps chegou à Líbia. Nos quatro meses seguintes, 820 pessoas foram mortas e 915 gravemente feridas.
Em 15 de abril de 1942, o rei Jorge VI concedeu a George Cross (a mais alta condecoração civil por bravura) "à ilha-fortaleza de Malta - seu povo e defensores". Franklin D. Roosevelt chegou em 8 de dezembro de 1943 e apresentou uma Citação Presidencial dos Estados Unidos ao povo de Malta em nome do povo dos Estados Unidos. Ele apresentou o pergaminho em 8 de dezembro, mas datou-o em 7 de dezembro por razões simbólicas. Em parte, dizia: "Sob o fogo repetido dos céus, Malta ficou sozinha e sem medo no centro do mar, uma pequena chama brilhante na escuridão - um farol de esperança para os dias mais claros que virão." A citação completa agora está em uma placa na parede do Palácio do Grão-Mestre na Republic Street, na praça da cidade de Valletta.
Em 1942, o comboio da Operação Pedestal chegou a Grand Harbour e, no ano seguinte, Franklin D. Roosevelt e Winston Churchill visitaram Malta. O rei Jorge VI também chegou a Grand Harbour para uma visita.
Durante a Segunda Guerra Mundial, Ugo Pasquale Mifsud e George Borg Olivier foram os únicos membros nacionalistas remanescentes do parlamento de Malta. Ugo Mifsud desmaiou depois de fazer uma defesa muito apaixonada contra a deportação para campos de concentração em Uganda de Enrico Mizzi e outros 49 italianos malteses acusados de atividades políticas pró-italianas. Ele morreu alguns dias depois.
Os Aliados lançaram a invasão da Sicília a partir de Malta em 1943. Após o armistício de Cassibile no mesmo ano, a frota italiana rendeu-se aos Aliados em Malta. Em 1945, Churchill e Roosevelt se encontraram em Malta antes da Conferência de Ialta com Joseph Stalin.
A Assembleia Nacional de 1946 resultou na constituição de 1947, com a restauração do autogoverno, e Paul Boffa tornou-se o quinto primeiro-ministro de Malta.

## Home rule e Independência (1947–1964)

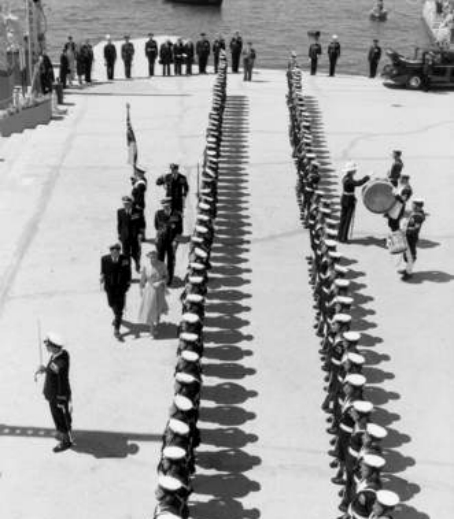
Rainha Elizabeth II visitando RAF Hal Far em 1954

Após a Segunda Guerra Mundial, as ilhas alcançaram o autogoverno, com o Partido Trabalhista de Malta (MLP) de Dom Mintoff buscando a integração total com o Reino Unido ou então a autodeterminação (independência), e o Partit Nazzjonalista (PN) de Giorgio Borġ Olivier a favor da independência, com o mesmo "status de domínio" que o Canadá, a Austrália e a Nova Zelândia desfrutavam. Enquanto isso, após o Incidente da Bandeira Vermelha de 1948, em 1949 a Grã-Bretanha assinou o Tratado do Atlântico Norte e aderiu à OTAN.
Após a ascensão da Rainha Elizabeth II em 1952, em dezembro de 1955 foi realizada uma Mesa Redonda em Londres, sobre o futuro de Malta, com a presença do novo PM Dom Mintoff, Borġ Olivier e outros políticos malteses, juntamente com o Secretário Colonial Britânico, Alan Lennox-Boyd. O governo britânico concordou em oferecer às ilhas três cadeiras próprias na Câmara dos Comuns britânica. Além disso, o Home Office assumiria a responsabilidade pelos assuntos malteses do Colonial Office. De acordo com as propostas, o Parlamento maltês também manteria a responsabilidade sobre todos os assuntos, exceto defesa, política externa e tributação. Os malteses também teriam paridade social e econômica com o Reino Unido, a ser garantida pelo Ministério da Defesa (MoD) britânico, principal fonte de emprego das ilhas.

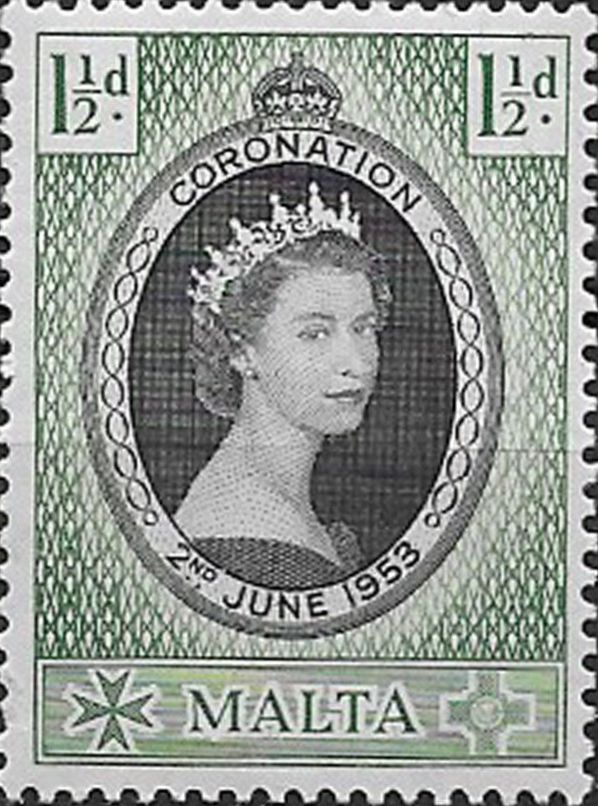
Um selo de Malta de 1953 com um retrato da Rainha Elizabeth II

Um referendo de integração no Reino Unido foi realizado em 11 e 12 de fevereiro de 1956, no qual 77,02% dos eleitores foram a favor da proposta, mas devido a um boicote do Partido Nacionalista, apenas 59,1% do eleitorado votou, permitindo que a oposição reivindicasse que o resultado foi inconclusivo.
Também houve preocupações expressas por parlamentares britânicos de que a representação de Malta em Westminster estabeleceria um precedente para outras colônias e influenciaria o resultado das eleições gerais.
Além disso, a importância estratégica decrescente de Malta para a Marinha Real fez com que o governo britânico relutasse cada vez mais em manter os estaleiros navais. Após uma decisão do Almirantado de demitir 40 trabalhadores no estaleiro, Mintoff declarou que "representantes do povo maltês no Parlamento declaram que não estão mais vinculados a acordos e obrigações para com o governo britânico" (incidente de Caravaggio de 1958)  Em resposta, o Secretário Colonial enviou um telegrama a Mintoff, afirmando que havia "arriscado imprudentemente" todo o plano de integração.
Sob protesto, Mintoff renunciou ao cargo de primeiro-ministro, enquanto Borġ Olivier se recusou a formar um governo alternativo. Isso levou as ilhas a serem colocadas sob administração colonial direta de Londres pela segunda vez, com o MLP abandonando o apoio à integração e agora defendendo a independência. Em 1959, uma Constituição Provisória previa um Conselho Executivo sob domínio britânico.
Embora a França tenha implementado uma política semelhante em suas colônias, algumas das quais se tornaram departamentos ultramarinos, o status oferecido a Malta pela Grã-Bretanha constituiu uma exceção única. Malta foi a única colônia britânica onde a integração com o Reino Unido foi seriamente considerada, e os governos britânicos subsequentes descartaram a integração de territórios ultramarinos remanescentes, como Gibraltar.

Em 1961, a Comissão de Sangue estabeleceu uma nova constituição que permitia uma medida de autogoverno. Giorgio Borġ Olivier tornou-se primeiro-ministro no ano seguinte, quando o relatório Stolper foi entregue. Malta tornou-se independente em 21 de setembro de 1964.

Bandeira de Malta no século XIX
Bandeira (1875–1898)
Bandeira (1898–1923)
Bandeira (1923–1943)
Bandeira (1943–1964)

Bandeira não oficial antes de 1943
Bandeira não oficial (1943-1964)